# Redway
Redway és una concentració de població designada pel cens dels Estats Units a l'estat de Califòrnia. Segons el cens del 2000 tenia 1.188 habitants.

## Demografia
Segons el cens del 2000, Redway tenia 1.188 habitants, 543 habitatges, i 302 famílies. La densitat de població era de 367 habitants/km².
Dels 543 habitatges en un 29,1% hi vivien nens de menys de 18 anys, en un 36,6% hi vivien parelles casades, en un 13,6% dones solteres, i en un 44,2% no eren unitats familiars. En el 33,9% dels habitatges hi vivien persones soles el 8,8% de les quals corresponia a persones de 65 anys o més que vivien soles. El nombre mitjà de persones vivint en cada habitatge era de 2,19 i el nombre mitjà de persones que vivien en cada família era de 2,8.
Per edats la població es repartia de la següent manera: un 24,7% tenia menys de 18 anys, un 7,1% entre 18 i 24, un 26,1% entre 25 i 44, un 27,6% de 45 a 60 i un 14,6% 65 anys o més.
L'edat mitjana era de 41 anys. Per cada 100 dones de 18 o més anys hi havia 89,6 homes.
La renda mitjana per habitatge era de 27.188 $ i la renda mitjana per família de 39.464 $. Els homes tenien una renda mitjana de 21.853 $ mentre que les dones 23.864 $. La renda per capita de la població era de 24.212 $. Entorn del 18,6% de les famílies i el 17% de la població estaven per davall del llindar de pobresa.

## Poblacions més properes
El següent diagrama mostra les poblacions més properes.